# Aureliano Blanquet

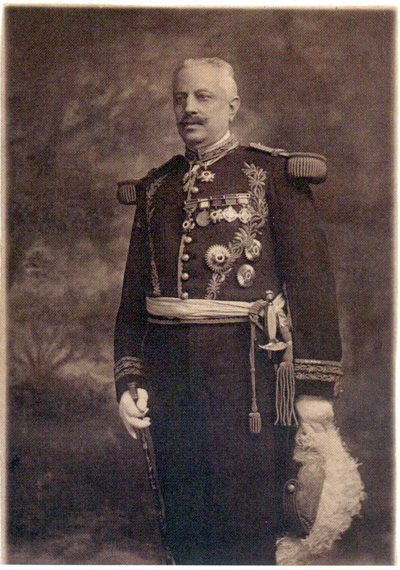
Aureliano Blanquet

Aureliano Blanquet (Morelia, 1849 - Chavaxtla, 15 april 1918) was een Mexicaans militair.
Hij studeerde aan het Colegio de San Nicolás. Tijdens de Franse interventie in Mexico sloot hij zich aan bij het leger. In 1867 was hij betrokken bij de executie van Maximiliaan van Mexico. In 1876 sloot hij zich aan bij het Plan van Tuxtepec van Porfirio Díaz, die hij tijdens diens hele regering trouw bleef.
Na het uitbreken van de Mexicaanse Revolutie maakte hij zijn afkeer van de revolutionairen duidelijk. Hij had een beslissende rol in de decena trágica, de contrarevolutionaire staatsgreep van Victoriano Huerta waarbij president Francisco I. Madero en vicepresident José María Pino Suárez werden afgezet. Het was Blanquet die het Nationaal Paleis binnendrong en de twee gevangennam. In oktober 1913 benoemde Huerta hem tot minister van oorlog, zodat hij de leiding had over de strijd tegen het Constitutionalistische Leger. Na de overwinning van de constitutionalisten en het aftreden van Huerta vluchtte hij naar Cuba.
Hij keerde in 1918 terug naar Mexico om zich aan te sluiten bij de opstand van Félix Díaz tegen de constitutionalistische regering. Korte tijd nadat hij was aangekomen in Mexico werd hij verslagen door generaal Guadalupe Sánchez. Blanquet probeerde te vluchten, maar viel tijdens zijn vlucht in een canyon en was op slag dood. De constitutionalisten onthoofdden zijn lichaam en brachten het naar Veracruz, waar het enige dagen tentoongesteld werd.